# کارلینا بلک‌برن
کارُلینا بلک‌بِرن (فنلاندی: Karoliina Blackburn؛ زادهٔ ۲۳ نوامبر ۱۹۷۲ در هلسینکی) بازیگر زن فنلاندی و مبارزِ موی تای است. او بیشتر به خاطر حضور در Star Wreck: In the Pirkinning، که یک فن‌فیلمِ علمی‌تخیلیِ هجوآمیز بود (که او یکی از سه بازیگر حرفه ای فیلم بود) شناخته می‌شود، او همچنین در چندین سریالِ تلویزیونیِ پرخرجِ فنلاند حضور داشته‌است. کارلینا به عنوان میزبان در شوی واقعی تلویزیونی فنلاندی Suuri Seikkailu در سال ۲۰۰۵ فعالیت داشت.
از دیگر فیلم‌های او می‌توان به بَـدینگ اشاره کرد.
وی همچنین قهرمانِ فنلاند در رشتهٔ تای‌بُکسینگ در سال ۲۰۰۴ است (در دستهٔ ۶۰ کیلوگرمِ زنان).